# Grzegorz Pluciński
Grzegorz Pluciński (ur. 1955) – polski koszykarz występujący na pozycji obrońcy, trzykrotny medalista mistrzostw Polski.

## Osiągnięcia
Klubowe
- Mistrz Polski (1983, 1984)
- Wicemistrz Polski (1982)
- Zdobywca pucharu Polski (1984)
- Awans do najwyższej klasy rozgrywkowej z Lechem Poznań (1981)